# Белые Пруды (Волгоградская область)
Белые Пруды — посёлок в Даниловском районе Волгоградской области. Административный центр Белопрудского сельского поселения.
Население — 551 (2010)

## История
Основан как центральная усадьба совхоза «Белые Пруды». Поссовет совхоза «Белые Пруды» относился к Даниловскому району Сталинградского края. В 1935 году передан в состав Вязовского района края (с 1936 года — Сталинградской области).
Решением Волгоградского облисполкома от 7 февраля 1963 года № 3/55 Вязовский район был упразднён, его территория, включая Белопрудский сельсовет, была включена в состав Еланского района. Решением Волгоградского облисполкома от 26 февраля 1964 года № 7/94 в результате разукрупнения Еланского района часть его территории: Белопрудский и Профсоюзненский сельские Советы — были переданы в состав Руднянского района В 1966 году Белопрудный сельсовет передан в состав Руднянского района.

## Общая физико-географическая характеристика
Посёлок находится в степной местности, на севере Даниловского района, в пределах возвышенности Медведицкие яры, по правой стороне балки Водяная (правый приток реки Бузулук). В балке Водяной имеется несколько прудов. На противоположной стороне балки расположен ближайший населённый пункт хутор Величкин. Высота центра населённого пункта около 190 метров над уровнем моря. Почвы — чернозёмы южные.
Автомобильной дорогой с твёрдым покрытием посёлок связан с районным центром рабочим посёлком Даниловка (36 км). По автомобильным дорогам расстояние до областного центра города Волгоград составляет 270 км.
Климат
Климат умеренный континентальный (согласно классификации климатов Кёппена — Dfb). Многолетняя норма осадков — 440 мм. Наибольшее количество осадков выпадает в июне — 52 мм, наименьшее в марте — 23 мм. Среднегодовая температура положительная и составляет + 6,2 °С, средняя температура самого холодного месяца января −9,9 °С, самого жаркого месяца июля +21,7 °С.
Часовой пояс
Белые Пруды, как и вся Волгоградская область, находится в часовой зоне МСК (московское время). Смещение применяемого времени относительно UTC составляет +3:00.

## Население
Динамика численности населения по годам:
| 1987 | 2002 | 2010 |
| ---- | ---- | ---- |
| ≈800 | 643  | 551  |